# How You Remind Me
How You Remind Me (englisch; „Wie Du mich erinnerst“) ist ein Lied der kanadischen Rockband Nickelback. Der Song ist die erste Singleauskopplung ihres dritten Studioalbums Silver Side Up und wurde am 21. August 2001 veröffentlicht. Das Stück verhalf der Band zum weltweiten kommerziellen Durchbruch und war im Zeitraum von 2001 bis 2009 die meistgespielte Single aus den US-amerikanischen Radios. Komponiert wurde das Lied von Chad R. Kroeger, Michael D. Kroeger, Ryan A. Peake und Ryan Vikedal.

## Inhalt
Thematisch geht es um einen Mann, der auf eine zerbrochene Beziehung zu seiner Ex-Freundin zurückblickt. Er macht sich Vorwürfe, dass er sich falsch verhalten habe sowie blind und ohne Sinn für Gefühle war. Seine Ex-Freundin würde ihn daran erinnern, wer er wirklich sei. Der Mann habe viele Fehler gemacht und schwört, dass er sie immer noch liebe. Außerdem gibt es Anzeichen, dass er während ihrer Beziehung alkoholabhängig war. Schließlich stellt er die Frage, ob sie trotz alledem Spaß hatten und verneint dies.
Laut eigener Aussage schrieb Kroeger den Song über seine Ex-Freundin Jodi.

## Produktion
Das Lied wurde von dem Musikproduzent Rick Parashar in Zusammenarbeit mit Nickelback produziert.

## Musikvideo
Im Video spielen Nickelback ein kleines Konzert vor wenigen Zuschauern, unter denen sich auch die Ex-Freundin von Chad Kroeger (gespielt von dem Model Annie Henley) befindet. Kroeger wurde von ihr verlassen und die Erinnerungen an sie verfolgen ihn noch immer. Er sieht sie an verschiedenen Orten, an die er geht, und stellt sich ihre Berührungen vor. Doch im Verlauf des Videos kommt er schließlich über sie hinweg. Während seines Konzerts geht seine Ex-Freundin auf ihn zu und bittet ihn scheinbar um Vergebung, doch er hat den Liebeskummer überwunden und stößt sie von sich. Nun hat sich das Blatt gewendet und sie hat das gebrochene Herz und wird von Erinnerungen an ihn heimgesucht.

## Besetzung
- Chad Kroeger – Gesang, Leadgitarre
- Mike Kroeger – E-Bass
- Ryan Peake – Rhythmusgitarre
- Ryan Vikedal – Schlagzeug

## Single

### Covergestaltung
Das Singlecover zeigt im rechten unteren Teil die rechte Gesichtshälfte von Chad Kroeger, dem Frontmann von Nickelback. Im oberen Teil stehen die weißen Schriftzüge How You Remind Me und Nickelback. Der Hintergrund ist überwiegend in verschiedenen Blautönen gehalten.

### Chartplatzierungen
How You Remind Me stieg in der 5. Kalenderwoche des Jahres 2002 auf Platz 10 in die deutschen Single-Charts ein und belegte in den folgenden Wochen die Ränge 7 und 5, bevor es die Höchstposition 3 erreichte. Insgesamt hielt sich das Lied 29 Wochen in den Top 100, davon 13 Wochen in den Top 10. Besonders erfolgreich war der Song in den Vereinigten Staaten, Österreich, Dänemark, Irland und Polen, wo er die Chartspitze erreichte.
In den deutschen Jahrescharts 2002 belegte die Single Platz 13, während sie in den Vereinigten Staaten Rang 1 erreichte.
| ChartsChartplatzierungen       | Höchstplatzierung | Wochen |
| ------------------------------ | ----------------- | ------ |
| Deutschland (GfK)              | 3 (29 Wo.)        | 29     |
| Österreich (Ö3)                | 1 (25 Wo.)        | 25     |
| Schweiz (IFPI)                 | 3 (40 Wo.)        | 40     |
| Vereinigte Staaten (Billboard) | 1 (49 Wo.)        | 49     |
| Vereinigtes Königreich (OCC)   | 4 (42 Wo.)        | 42     |

| ChartsJahrescharts (2002)      | Platzierung |
| ------------------------------ | ----------- |
| Deutschland (GfK)              | 13          |
| Österreich (Ö3)                | 6           |
| Schweiz (IFPI)                 | 13          |
| Vereinigte Staaten (Billboard) | 1           |
| Vereinigtes Königreich (OCC)   | 12          |

| ChartsJahrescharts (2000–2009) | Platzierung |
| ------------------------------ | ----------- |
| Vereinigte Staaten (Billboard) | 4           |

### Auszeichnungen für Musikverkäufe
Das Stück erhielt in Deutschland für mehr als 250.000 Verkäufe, in Österreich für über 20.000 verkaufte Exemplare und in der Schweiz für mehr als 20.000 Verkäufe je eine Goldene Schallplatte. Im Vereinigten Königreich wurde das Lied 2025 für über 2,4 Millionen verkaufte Einheiten mit einer vierfachen Platin-Schallplatte ausgezeichnet, während es in den Vereinigten Staaten 2022 für mehr als vier Millionen Verkäufe ebenfalls vierfach-Platin erhielt.

| Land/Region                  | Auszeichnungen für Musikverkäufe (Land/Region, Auszeichnung, Verkäufe) | Verkäufe  |
| ---------------------------- | ---------------------------------------------------------------------- | --------- |
| Australien (ARIA)            | 3× Platin                                                              | 210.000   |
| Belgien (BRMA)               | Gold                                                                   | 25.000    |
| Dänemark (IFPI)              | Platin                                                                 | 90.000    |
| Deutschland (BVMI)           | Gold                                                                   | 250.000   |
| Frankreich (SNEP)            | Silber                                                                 | 125.000   |
| Italien (FIMI)               | Platin                                                                 | 50.000    |
| Neuseeland (RMNZ)            | 4× Platin                                                              | 120.000   |
| Österreich (IFPI)            | Gold                                                                   | 20.000    |
| Schweden (IFPI)              | Platin                                                                 | 30.000    |
| Schweiz (IFPI)               | Gold                                                                   | 20.000    |
| Spanien (Promusicae)         | Gold                                                                   | 30.000    |
| Vereinigte Staaten (RIAA)    | 4× Platin                                                              | 4.000.000 |
| Vereinigtes Königreich (BPI) | 4× Platin                                                              | 2.400.000 |
| Insgesamt                    | 1× Silber · 5× Gold · 18× Platin ·                                     | 7.370.000 |

Hauptartikel: Nickelback/Auszeichnungen für Musikverkäufe
Bei den Grammy Awards 2003 wurde How You Remind Me in der Kategorie Record of the Year nominiert, unterlag jedoch dem Lied Don’t Know Why von Norah Jones.

## Avril-Lavigne-Version
Ende 2012 wurde ein Cover von Avril Lavigne als Promo-Single in Japan veröffentlicht. Es war Teil des Soundtracks zum japanischen Zeichentrick-Kinofilm One Piece Z.
Später war es auf den japanischen und taiwanesischen Ausgaben und auf der digitalen Extended-Version ihres Studioalbums Avril Lavigne (2013) enthalten.